# Michael Gnant

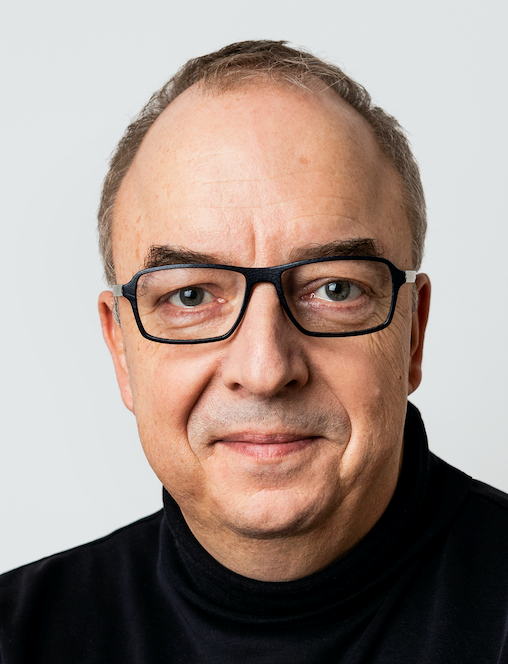
Michael Gnant

Michael Franz Xaver Gnant (* 7. Juni 1964 in Wien) ist ein österreichischer Chirurg mit Schwerpunkt Viszeralchirurgie und Brustkrebsspezialist. Er ist ordentlicher Professor für Chirurgie an der Medizinischen Universität Wien und Präsident der Austrian Breast & Colorectal Cancer Study Group. Seit 2015 ist Gnant Co-Vorsitzender des St. Gallen Consensus Panel for Early Breast Cancer.

## Leben
Gnant maturierte 1982 am Kollegium Kalksburg. Er schloss sein Medizinstudium an der Universität Wien 1988 ab und spezialisierte sich anschließend auf Chirurgie (1994) und chirurgische Onkologie. Außerdem arbeitete er als Gastwissenschaftler am National Cancer Institute, National Institutes of Health, Bethesda, USA (1997–1999). 
Seine Forschungsinteressen umfassen verschiedene Bereiche der chirurgischen Onkologie, insbesondere Brust- und Bauchspeicheldrüsenkrebs, Immuntherapie, knochengerichtete Behandlung von Tumormikrometastasen, Tumorruhe/-stilllegung und Spätrezidiv sowie pfadgerichtete Therapien wie mTOR und CDK4/6-Hemmung, und er war der hauptverantwortliche Prüfarzt vieler klinischer Studien in diesen Bereichen.
Als Autor oder Co-Autor von mehr als 500 begutachteten Originalarbeiten mit 56.800 Zitationen und einem h-Index von 110 (Basis: Google Scholar, Stand Mai 2024) hat Gnant über 1.000 Vorträge auf nationalen und internationalen Kongressen gehalten. Er ist Träger mehrerer Auszeichnungen, darunter des Claudia-von-Schilling-Preises der Medizinischen Universität Hannover, und korrespondierendes Mitglied der Österreichischen Akademie der Wissenschaften.
Gnant ist an mehreren wissenschaftlichen Gesellschaften beteiligt, darunter ASCO, AACR, ACS, Breast International Group (BIG), EORTC, ESSO, EUSOMA und UICC. Er war Vorstandsmitglied von BIG, ist unabhängiger Gutachter und IDMC-Mitglied für die EORTC, UICC und andere internationale Gremien sowie wissenschaftlicher Gutachter und Prozessbewerter für die Europäische Union. Gnant ist außerdem Chefredakteur von BREAST CARE sowie Gutachter für viele hochwertige Fachzeitschriften mit Peer-Review, darunter The Lancet, The New England Journal of Medicine, Journal of Clinical Oncology und Annals of Oncology. Er war von 2014 bis 2018 Vorstand der Universitätsklinik für Chirurgie der Medizinischen Universität Wien. Er folgte in dieser Funktion Ferdinand Mühlbacher nach. Ab 2015 war er Vorsitzender des Senats der Medizinischen Universität Wien. 2017 wurde Gnant zum korrespondierenden Mitglied der Österreichischen Akademie der Wissenschaften gewählt.
Im November 2018 wurde Gnant von der MedUni aufgrund des Vorwurfs, seine Anwesenheit als Operateur an der Universitätsklinik in OP-Protokollen gefälscht zu haben, entlassen. Er bestreitet diesen Vorwurf vehement. Im Mai 2019 einigten sich die Parteien außergerichtlich: Die Entlassung wurde zurückgezogen, dafür verzichtete Gnant auf seine Stellung als Vorsitzender des Senats und als Vorstand/Primar der Universitätsklinik für Chirurgie sowie auf seine klinische Tätigkeit am AKH. Er ist weiterhin Professor an der Medizinischen Universität Wien und widmet sich dort als Mitarbeiter des Comprehensive Cancer Centers  wissenschaftlicher Tätigkeit.

## Privates
Michael Gnant ist verheiratet und hat zwei Töchter.

## Publikationen
Gnant verfasste mehr als 500 wissenschaftliche Publikationen und gilt als ein international führender Brustkrebsspezialist. In den Jahren 2018 und 2021 war er einer der 40 meistzitierten Wissenschaftler in Österreich.

## Werke
- Chirurgische Onkologie: Strategien und Standards für die Praxis
- Prevention of Bone Metastases (Recent Results in Cancer Research, Band 192) (Englisch) Taschenbuch – 22. Februar 2014, Verlag Springer ISBN 978-3642446146
- Standards der OP-Patientenlagerung: Korrekte Lagerung und technische Ausstattung im modernen OP-Saal, Verlag Springer ISBN 9783662574829